# Llop de Psàmate
Segons la mitologia grega, Psàmate, filla de Nereu, va enviar un Llop (grec antic: λύκος) ferotge a delmar els ramats de Peleu, perquè aquest havia mort el seu fill Focos.
Èac, fill de Zeus i de la nimfa Egina, va tenir amb Endeida, dos fills, Peleu i Telamó, i un altre fill, Focos, aquest amb Psàmate, filla de Nereu. A Focos, Èac se l'estimava molt, perquè era un home decent. Però Peleu i Telamó, per gelosia i potser induïts per la seva mare Egina, el van matar d'amagat, fingint un accident. Èac els va desterrar i van abandonar l'illa d'Egina. Telamó se'n va anar a Salamina i Peleu va anar a veure Eurició, fill d'Àctor, per tal de ser purificat per l'homicidi. Però més endavant, durant la cacera del senglar de Calidó, Peleu, volent disparar al senglar, matà per accident Eurició. Va ser proscrit i es va presentar davant d'Acastos, però la dona d'aquest va acusar Peleu de voler-la seduir. Acastos el va expulsar i va ser abandonat vora el mont Pelió. Allà va trobar el centaure Quiró, que el va atendre i el va acollir a la seva cova. Peleu va aconseguir un gran ramat de bous i els portà a Iros, el fill d'Eurició, com a ofrena pel seu homicidi, però Iros no els acceptà. Peleu s'emportà el bestiar i el deixà lliure, segons li va dir un oracle. Els bous, sense pastor, van anar errants i un llop els anava devorant. Aquest llop, per voluntat dels déus, va ser transformat en roca, i durant molt de temps va marcar la separació entre la Lòcrida i el país dels focis.